# Rosoux-Crenwick
Rosoux-Crenwick (en wallon Rozou-Crinnwik, en néerlandais Roost-Krenwik) est une section de la commune belge de Berloz située en Wallonie dans la province de Liège. Ses habitants sont des Rosoutois et Rosoutoises. C'était une commune à part entière avant la fusion des communes de 1977.
Les villages de Rosoux et de Crenwick sont traversés par la Grande Bek.
Jusqu'en 1984, le village était desservi par une gare : la gare de Rosoux - Goyer commune avec le village limbourgeois voisin : Goyer.

## Démographie
- Sources:INS, Rem:1831 jusqu'en 1970=recensements, 1976= nombre d'habitants au 31 décembre

## Galerie

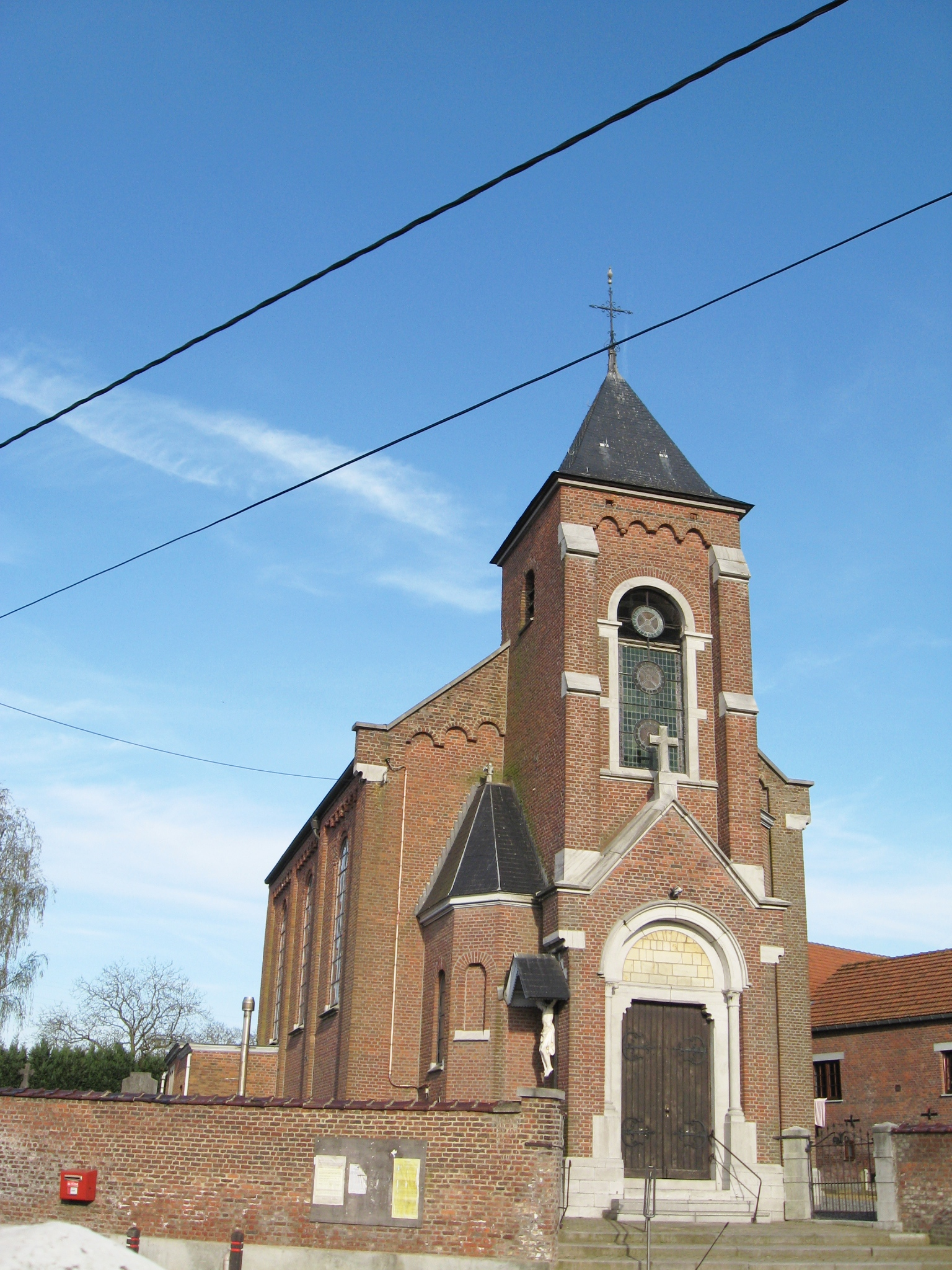
Église Saint-Laurent à Crenwick.
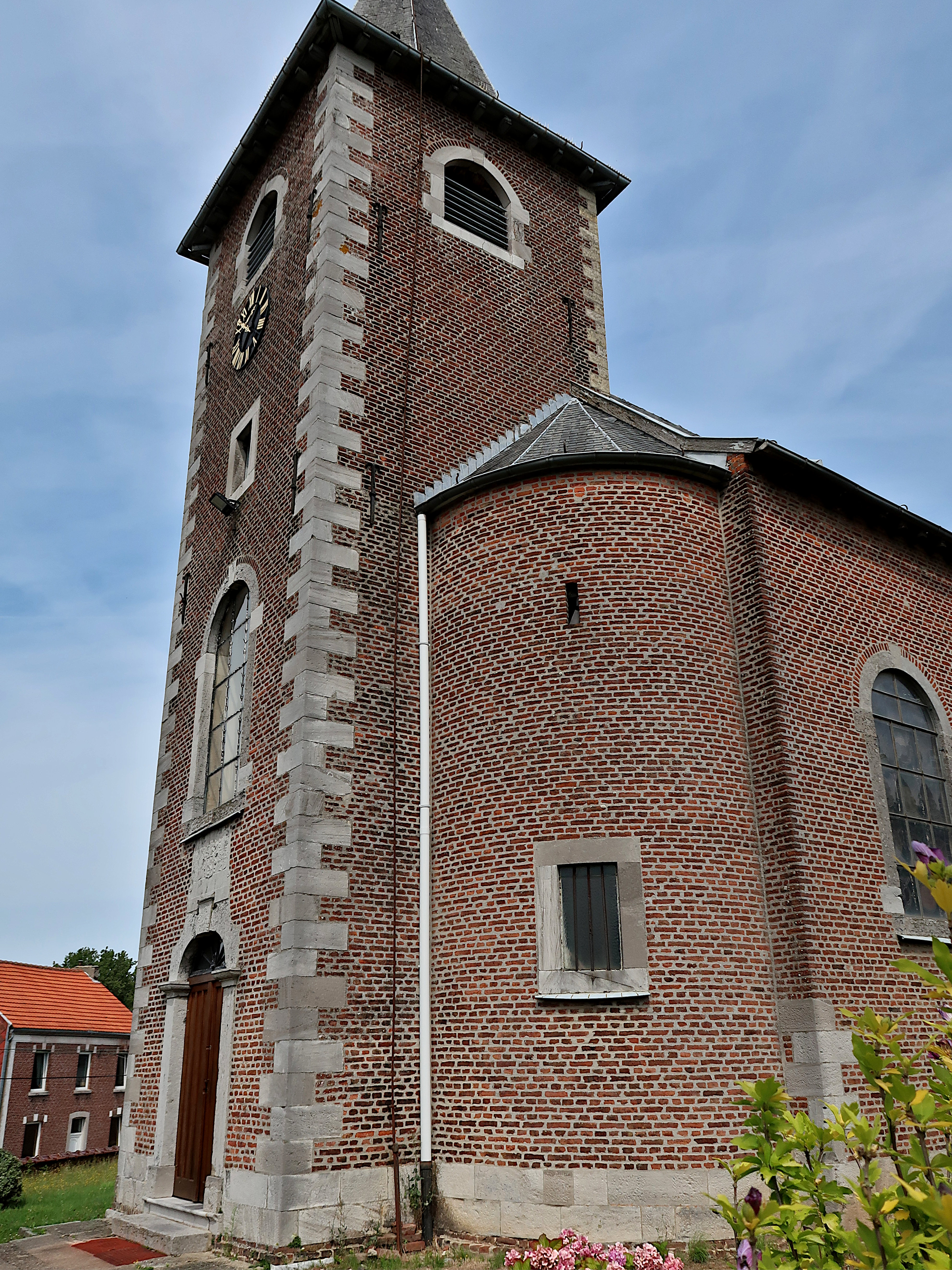
Église Saint-Maurice à Rosoux.
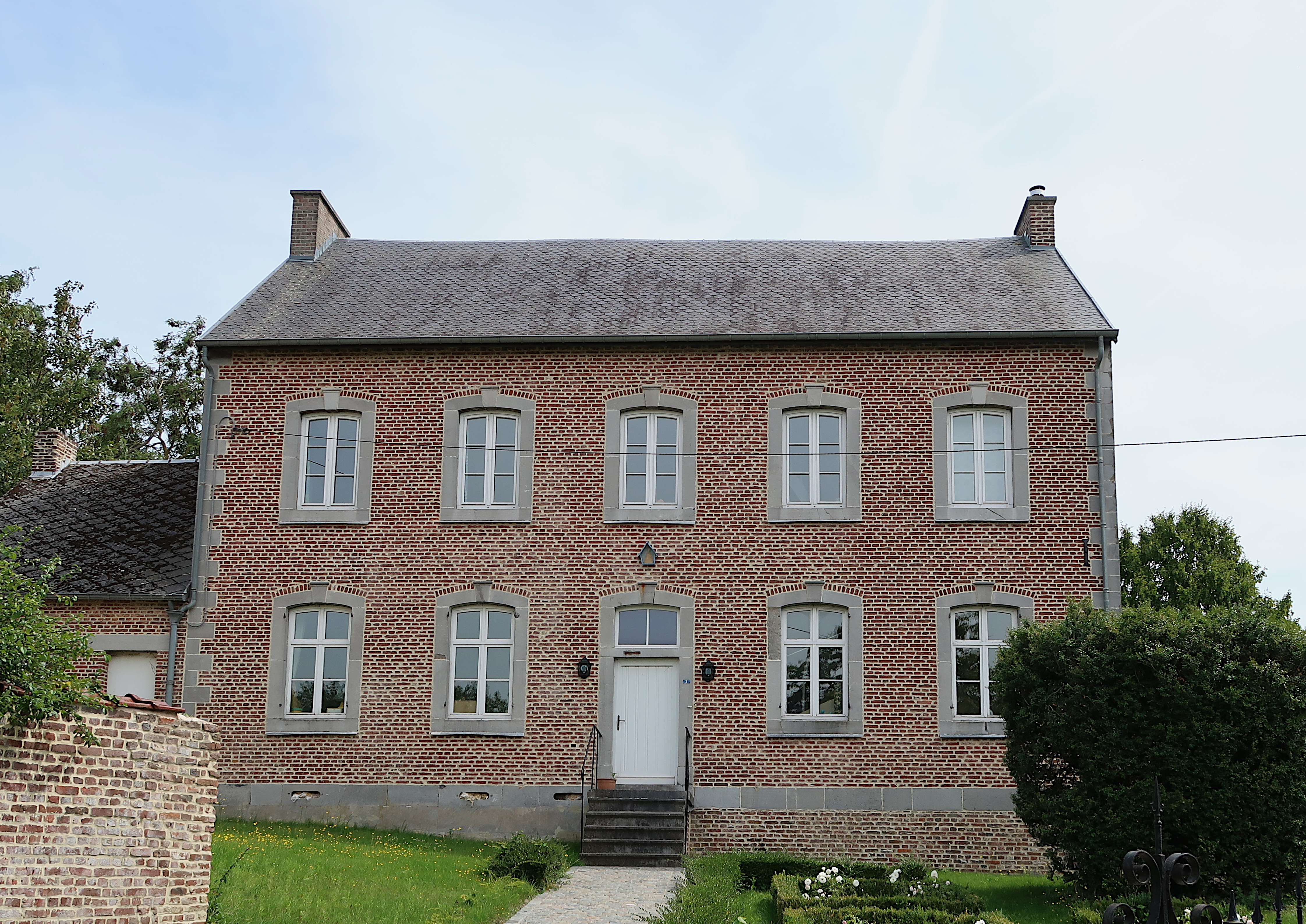
Cure de Rosoux de 1777.
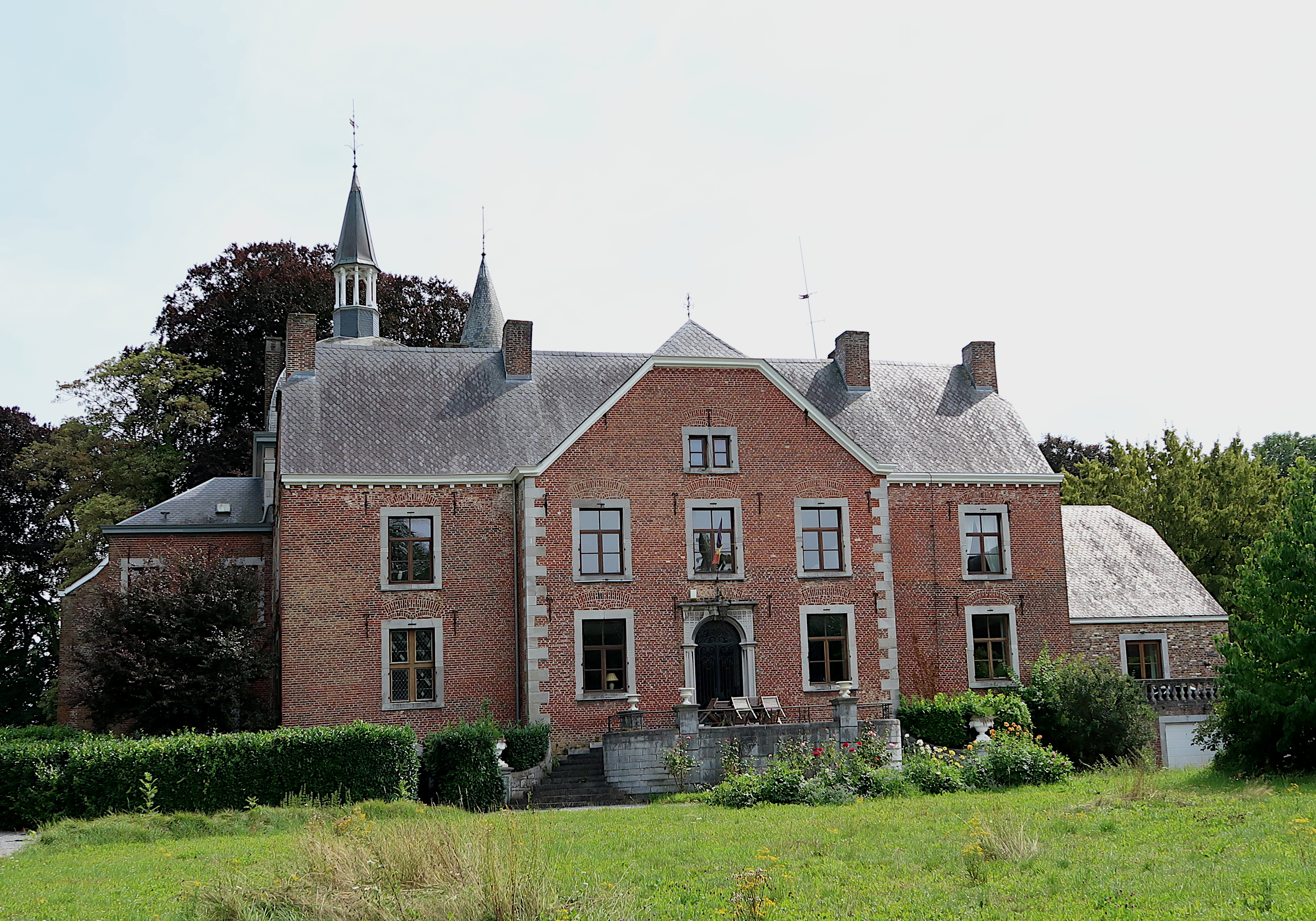
Château de Rosoux (1707).

## Persnonalités
- Joseph Wauters y est né.